# Aquinco

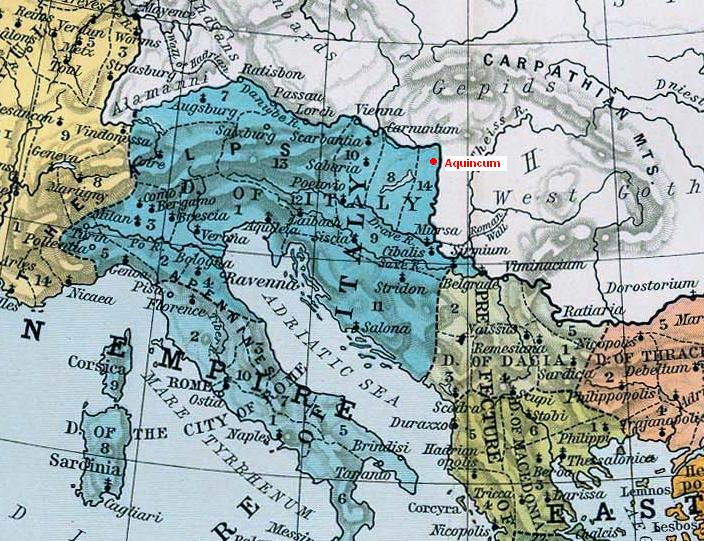
Localização da cidade no Império Romano.

Aquinco (em latim: Aquincum) era uma cidade romana situada fronteira noroeste da província da Panônia, no Império Romano. As ruínas da cidade hoje podem ser encontradas nos limites da atual Budapeste, a capital da Hungria. Acredita-se que Marco Aurélio tenha escrito ao menos uma parte de suas Meditações em Aquinco.

## História
Originalmente povoada pelos araviscos, uma tribo celta, e chamada de Ak-ink ("Água abundante") por causa das fontes termais nas redondezas, Aquinco serviu de base militar (castro) e como parte do sistema romano de proteção de fronteiras (limes). Por volta de 41-54 d.C, uma unidade com 500 cavaleiros chegou à cidade e uma legião romana de 6.000 homens estava ali em 89 d.C A cidade gradualmente cresceu à volta do forte e, após a Panônia ter sido reorganizada pelos romanos em 106 d.C. , Aquinco se tornou a capital da Panônia Inferior. A cidade tinha por volta de 30.000 a 40.000 habitantes no final do século II d.C. e cobria uma parte significativa do que hoje é o distrito de Óbuda dentro de Budapeste. Ruínas da antiga cidade romana podem ser vistas em outras partes de Budapeste também, notavelmente Contra-Aquinco e o anfiteatro.

## Galeria

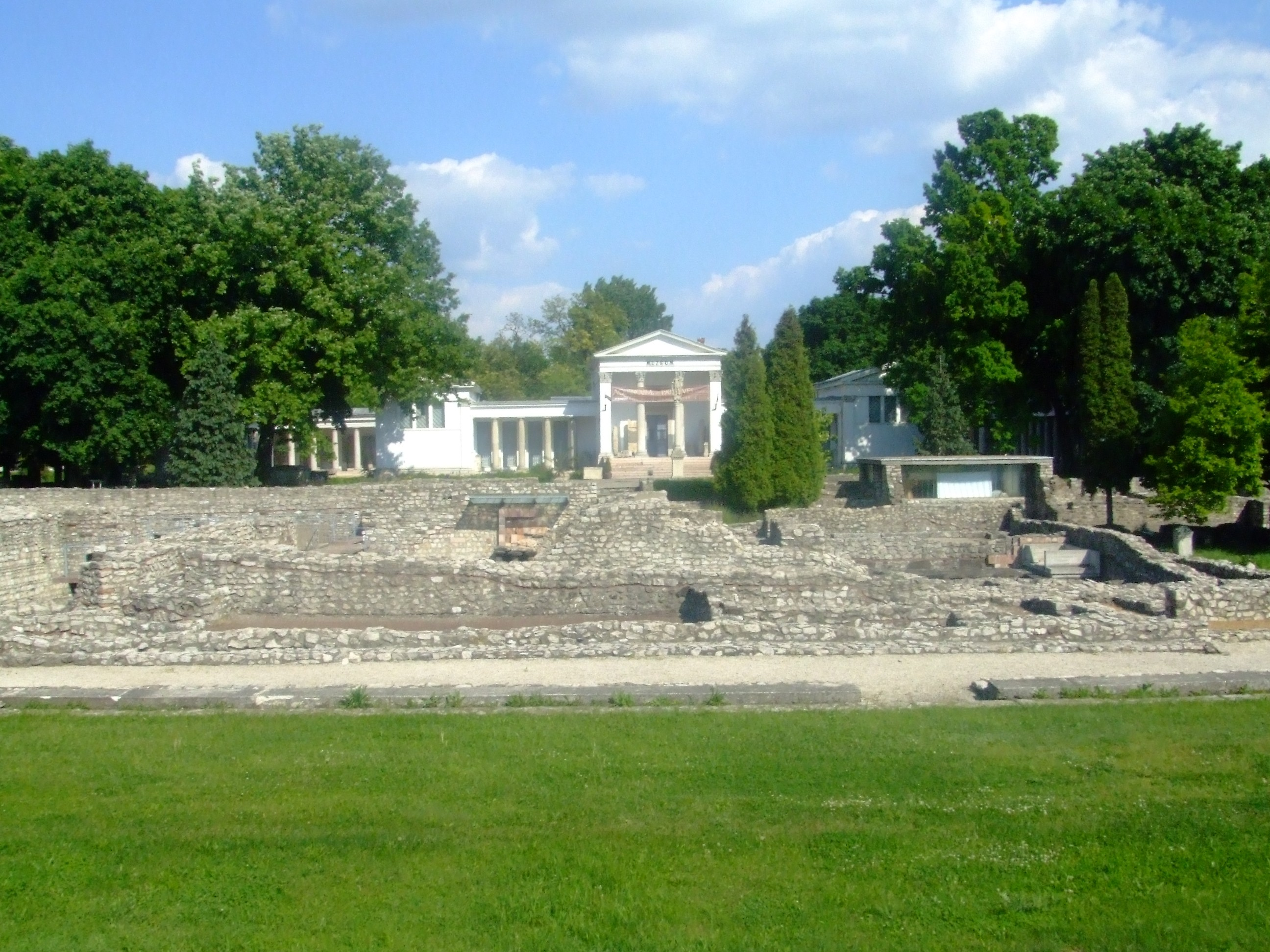
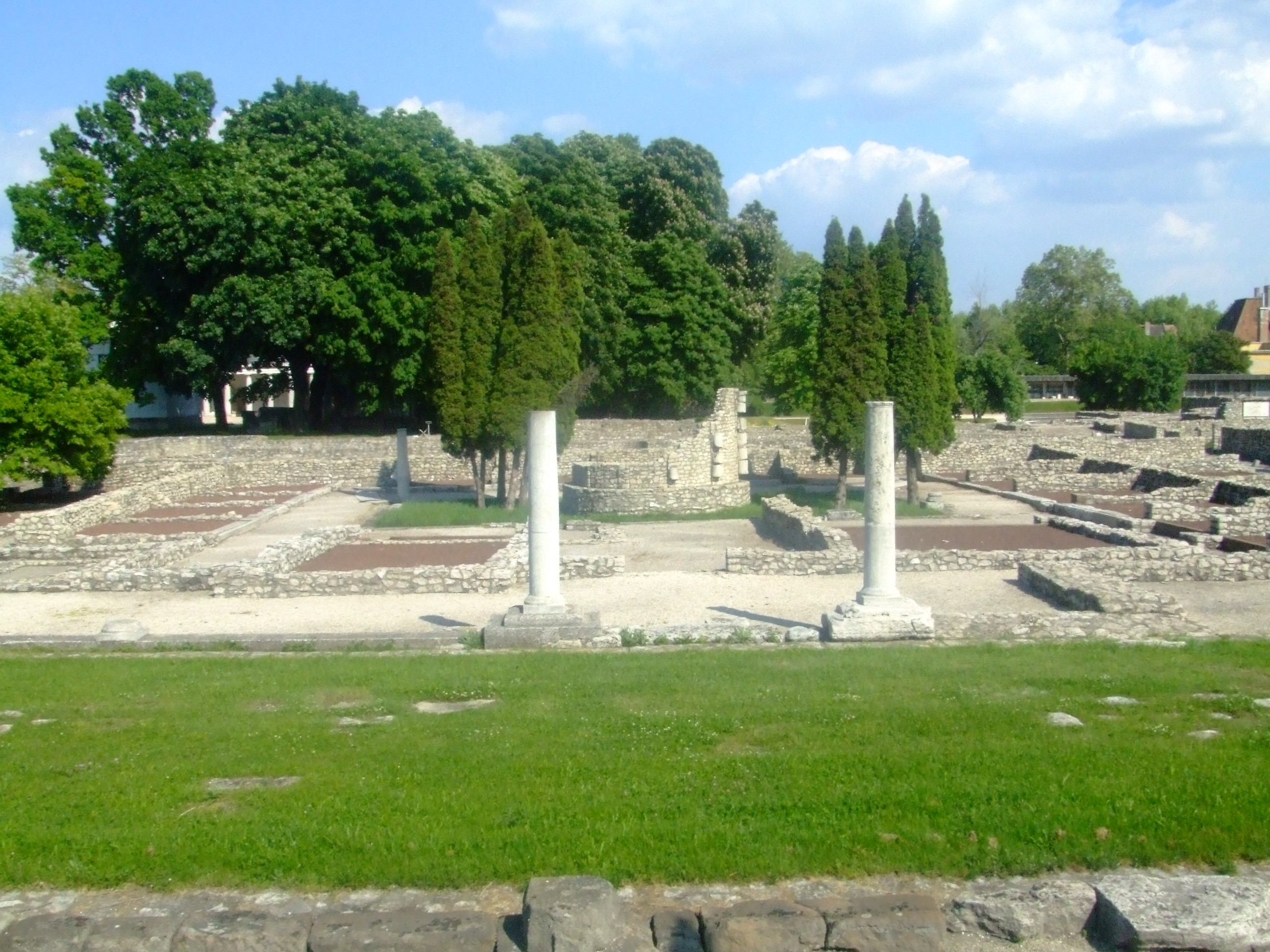
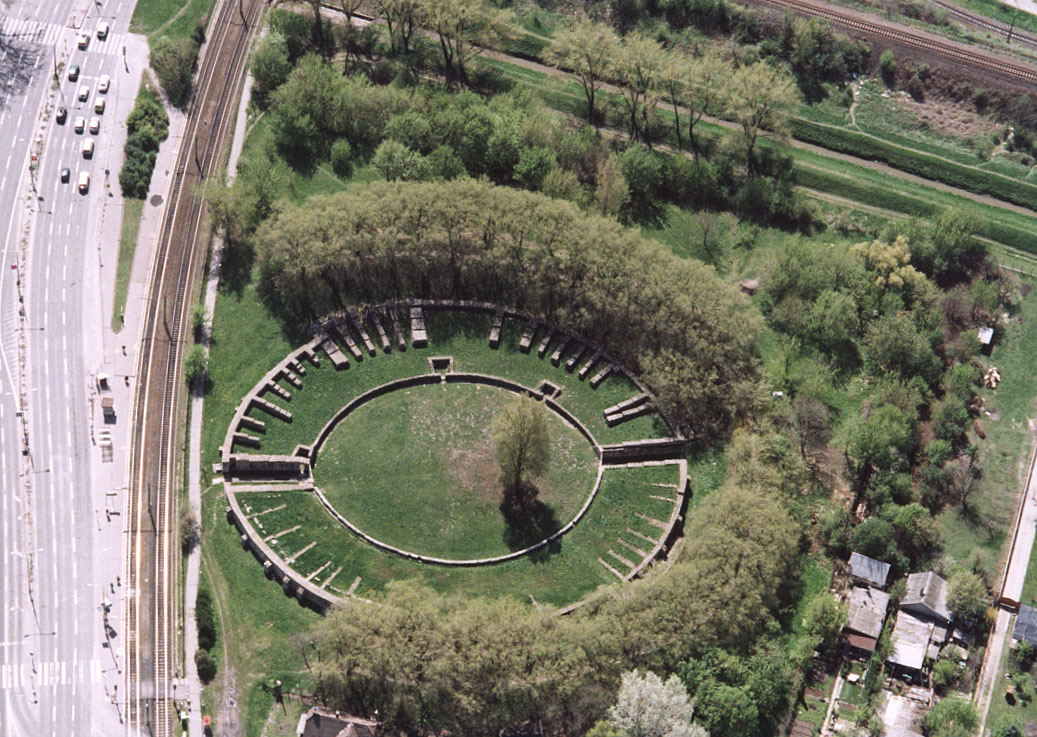
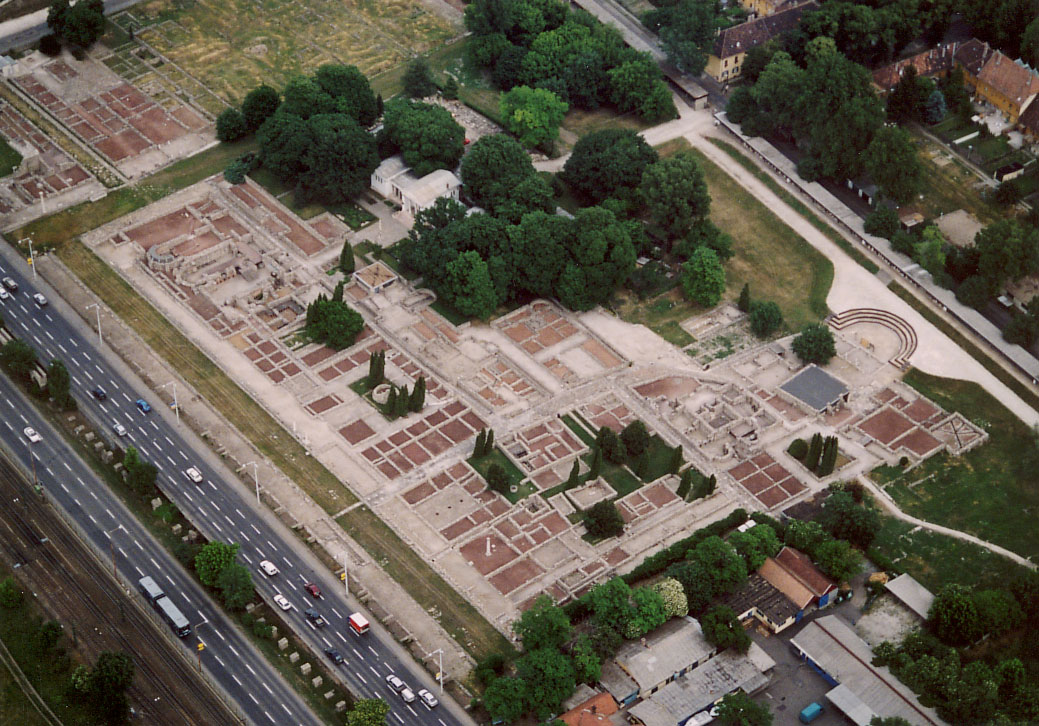